# Pterocheilus quinquefasciatus
Pterocheilus quinquefasciatus är en stekelart som beskrevs av Thomas Say 1824. Pterocheilus quinquefasciatus ingår i släktet palpgetingar, och familjen Eumenidae. Inga underarter finns listade i Catalogue of Life.